# 沈熺
沈熺（？—？），字明重、又字明仲，號少溪，浙江湖州府烏程縣人，明朝政治人物。

## 生平
嘉靖元年（1522年）壬午科浙江鄉試舉人，嘉靖五年（1526年）丙戌科三甲第150名進士，授江西豐城縣知縣，擢升南京刑部主事，累官至饒州府知府。

## 家族
兄沈煓，字光伯，號雨川，正德十四年己卯科舉人，沈煓孫沈節甫、沈之唫、曾孫沈㴶、沈演，俱為進士。